# 18.ª Divisão de Infantaria (Alemanha)
A 18ª Divisão de Infantaria foi uma divisão da Alemanha na Segunda Guerra Mundial, tornando se parte do exercito permanente em 1939. No dia 1 de novembro de 1940 a unidade foi reorganizada e designada 18ª Divisão de Infantaria Motorizada. Foi renomeada para 18. Panzergrenadier-Division no mês de junho de 1943. Sofreu pesadas baixas no mês de setembro de 1944 e as partes restantes da divisão lutaram na Prússia Oriental e por fim na Batalha de Berlim.

## Linhagem
- Wehrgauleitung Liegnitz
- Infanterieführer III
- 18ª Divisão de Infantaria

## Comandantes
| Comandante                                      | Data                                          |
| 18ª Divisão de Infantaria                       | 18ª Divisão de Infantaria                     |
| ----------------------------------------------- | --------------------------------------------- |
| Generalleutnant Hermann Hoth                    | 15 de outubro de 1935 - 1 de abril de 1938    |
| Generalleutnant Erich von Manstein              | 1 de abril de 1938 - 26 de agosto de 1939     |
| Generalleutnant Friedrich-Karl Cranz            | 26 de agosto de 1939 - 1 de novembro de 1940  |
| 18ª Divisão de Infantaria Motorizada            |                                               |
| Generalleutnant Friedrich-Karl Cranz            | 1 de novembro de 1940 - 24 de março de 1941)  |
| General der Infanterie Friedrich Herrlein       | 24 de março de 1941 - 15 de dezembro de 1941) |
| General der Infanterie Werner von Erdmannsdorff | 15 de dezembro de 1941 - 23 de junho de 1943  |
| 18. Panzergrenadier-Division                    |                                               |
| General der Infanterie Werner Erdmannsdorff     | 23 de junho de 1943 - 9 de agosto de 1943     |
| Generalleutnant Karl Zutavern                   | 9 de agosto de 1943 - 14 de abril de 1944     |
| General der Artillerie Curt Jahn                | 14 de abril de 1944 - 24 de maio de 1944      |
| Generalleutnant Karl Zutavern                   | 24 de maio de 1944 - 10 de setembro de 1944   |
| Generalleutnant Dr. Hans Bölsen                 | 10 de setembro de 1944 - 1 de janeiro de 1945 |
| Generalmajor Josef Rauch                        | 1 de janeiro de 1945 - 8 de maio de 1945      |

## Área de operações
- Polônia (Setembro 1939 - maio de 1940)
- França (Maio 1940 - Nov 1940)

França || novembro de 1940 - junho de 1941
Frente Oriental, setor central || junho de 1941 - janeiro de 1942
Frente Ocidental, setor norte || janeiro de 1942 - junho de 1943
Frente Ocidental, setor norte || junho de 1943 - outubro de 1943
Frente Oriental, setor central || outubro de 1943 - setembro de 1944
East Prussia & Berlin]] || setembro de 1944 - maio de 1945

## História
Esta unidade foi formada em outubro de 1934 em Liegnitz. Ela era originalmente conhecida como Wehrgauleitung Liegnitz. Pouco tempo depois de a unidade foi criada, foi dado o nome cobrir Infanterieführer III.
As unidades regimentais desta divisão foram formados pela expansão do 8. (Preußisches) Infanterie Regiment da 3.Division e 12.Infanterie Regiment da 4.Division do Reichswehr.
Com o anúncio formal da criação da Wehrmacht em 15 de outubro de 1935, o nome Infanterieführer III foi abandonado e esta unidade ficou conhecida como 18ª Divisão de Infantaria.
Depois de participar na Campanha Ocidental, em 1940, a Divisão foi reformada como sendo um esquadrão motorizado, ficando conhecida a partir daí como 18ª Divisão de Infantaria (mot.), conversão esta feita no dia 1 º de novembro de 1940

## Organização

### 1939-1940
- Regimento de Infantaria 30
- Regimento de Infantaria 51
- Regimento de Infantaria 54
- Aufklärungs-Abteilung 18
- Regimento de Artilharia 18
- I. Abteilung
- II. Abteilung
- III. Abteilung
- I./Regimento de Artilharia 54 (2)
- Beobachtungs-Abteilung 18 (3)
- Pionier-Bataillon 18
- Panzerabwehr-Abteilung 18
- Nachrichten-Abteilung 18
- Feldersatz-Bataillon 18
- Versorgungseinheiten 18

### Organização Geral
- Regimento de Infantaria 30
- Regimento de Infantaria 51
- Regimento de Infantaria 54
- Regimento de Artilharia 18
- I./Art.Reg.54
- Aufklärungs-Abteilung 18
- Panzerjäger-Abteilung 18
- Pionier-Bataillon 18
- Nachrichten-Abteilung 18

Notas:
- O Regimento de Infantaria 54 foi transferido para a 100. Leichte Infanterie Division em dezembro de 1940.
- A I. /Regimento de Artilharia 54 foi redesignado como III. /Regimento de Artilharia 18 em 3 de Novembro de 1940.
- A Beobachtungs-Abteilung 18 saiu da Divisão em 1939 e foi designada Heerestruppe.

## Serviço de guerra
| Datas           | Corpo   | Exército  | Grupo de Exército | Área                  |
| --------------- | ------- | --------- | ----------------- | --------------------- |
| Set 39          | XI      | 10. Armee | Süd               | Kutno, Warzaw         |
| Dez 39          | Reserva | 6. Armee  | B                 | Alemanha Ocidental    |
| Jan 40 - Mai 40 | IV      | 6. Armee  | B                 | Niederrhein, Ypres    |
| Jun 40          | Reserva | OKH       | --                | França                |
| Jul 40 - Set 40 | XXII    | 2. Armee  | C                 | França (Le Mans área) |
| Out 40          |         | BDE       |                   | Home (Wehrkreis VIII) |